# Estrildidae
Estrildidae, sau cinteze estrildide, este o familie de mici păsări paseriforme care mănâncă semințe și care au arealul în zonele intertropicale din Asia, Africa și Australasia. În ciuda faptului că numele „cinteză” este inclus în denumirile comune ale unor specii, ele nu sunt strâns legate de păsările cu acest nume din alte familii, cum ar fi Fringillidae, Emberizidae sau Passerellidae. Sunt păsări mici cu ciocul conic. Se hrănesc în principal cu semințe pe care le decojesc cu ciocurile lor scurte, dar robuste. În ciuda faptului că au o mare varietate de culori și modele de penaj, comportamentele lor sunt foarte asemănătoare.
Toate estrildidele construiesc cuiburi închise și depun între cinci și zece ouă albe. Majoritatea sunt sensibile la frig și necesită un climat cald, deși unele trăiesc în climat temperat, cum ar fi cele găsite în sudul Australiei.

## Taxonomie
Familia Estrildidae a fost introdusă în 1850 de către naturalistul francez Charles Lucien Bonaparte sub numele de „Estreldinae”, o variantă ortografică a numelui de subfamilie. În lista păsărilor lumii întreținută de Frank Gill, Pamela Rasmussen și David Donsker în numele Comitetului Internațional Ornitologic (IOC), familia conține 141 de specii împărțite în 41 de genuri.  Studiile de filogenetică moleculară au arătat că familia Estrildidae este sora familiei Viduidae. Cele două familii s-au separat cu aproximativ 15,5 milioane de ani în urmă. Se estimează că cel mai recent strămoș comun al Estrildidae a trăit în urmă cu aproximativ 10,9 milioane de ani.
Un studiu genetic al Estrildidae de Urban Olsson și Per Alström publicat în 2020 a identificat 6 clade majore. Radiațiile din aceste clade au avut loc între 4,5 și 8,9 milioane de ani în urmă. Autorii au propus ca fiecare dintre aceste clade să fie tratată ca o subfamilie. Acest lucru contrastează cu o propunere anterioară în care familia era împărțită în trei subfamilii.

## Lista genurilor
- Aidemosyne (1 specie)
- Amadina (2 specii)
- Amandava (3 specii)
- Bathilda (1 specie)
- Brunhilda (2 specii)
- Chloebia (1 specie)
- Clytospiza (1 specie)
- Coccopygia (3 specii)
- Cryptospiza (4 specii)
- Delacourella (1 specie)
- Emblema (1 specie)
- Erythrura (12 specii)
- Estrilda (12 specii)
- Euodice (2 specii)
- Euschistospiza (2 specii)
- Glaucestrilda (3 specii)
- Granatina (2 specii)
- Heteromunia (1 specie)
- Hypargos (2 specii)
- Lagonosticta (11 specii)
- Lepidopygia (1 specie)
- Lonchura (27 specii)
- Mandingoa (1 specie)
- Mayrimunia (2 specii)
- Neochmia (2 specii)
- Nesocharis (2 specii)
- Nigrita (4 specii)
- Odontospiza (1 specie)
- Oreostruthus (1 specie)
- Ortygospiza (1 specie)
- Padda (2 specii)
- Paludipasser (1 specie)
- Parmoptila (3 specii)
- Poephila (3 specii)
- Pyrenestes (3 specii)
- Pytilia (5 specii)
- Spermophaga (3 specii)
- Spermestes (5 specii)
- Stagonopleura (3 specii)
- Stizoptera (1 specie)
- Taeniopygia (2 specii)
- Uraeginthus (3 specii)

## Galerie

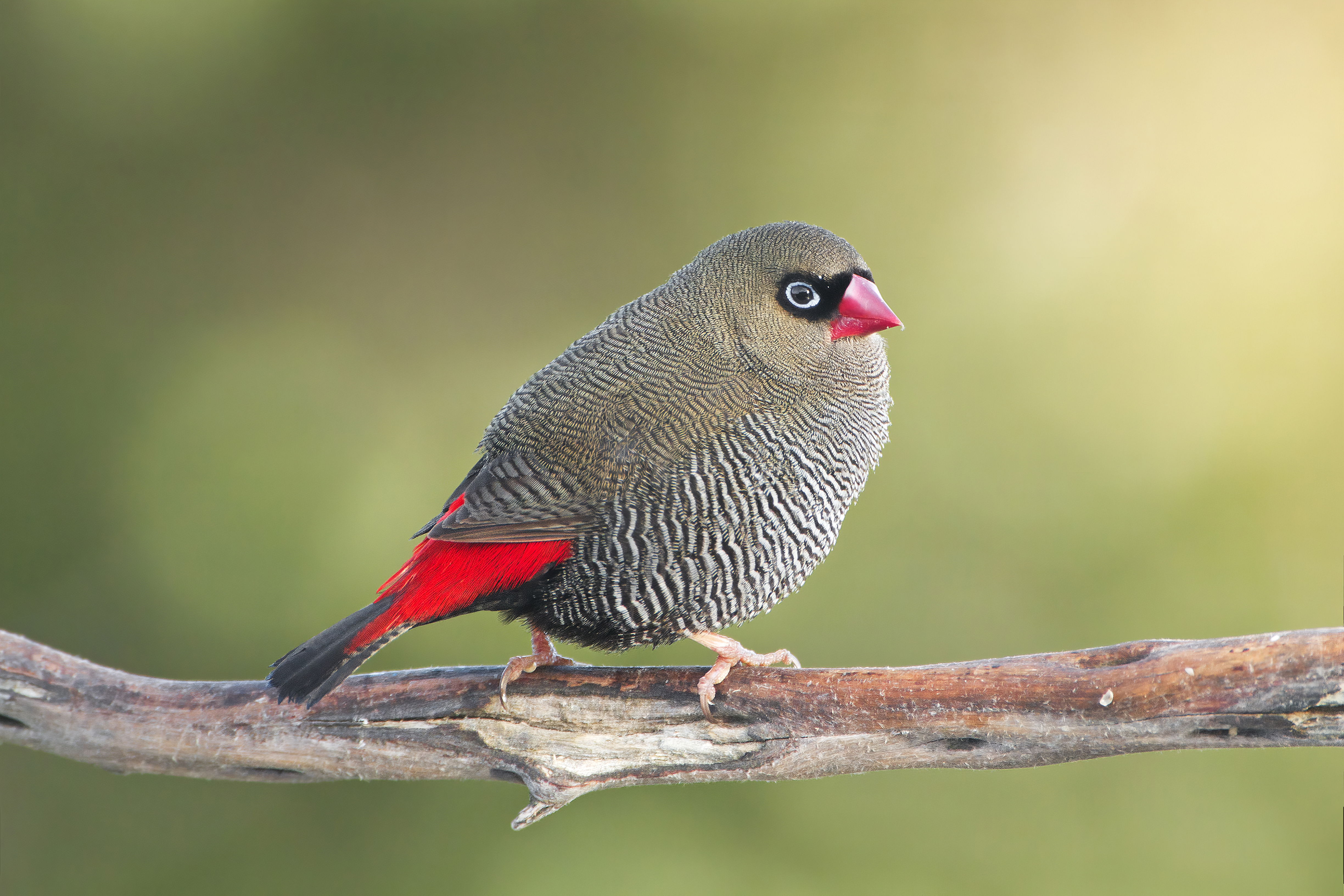
Stagonopleura bella
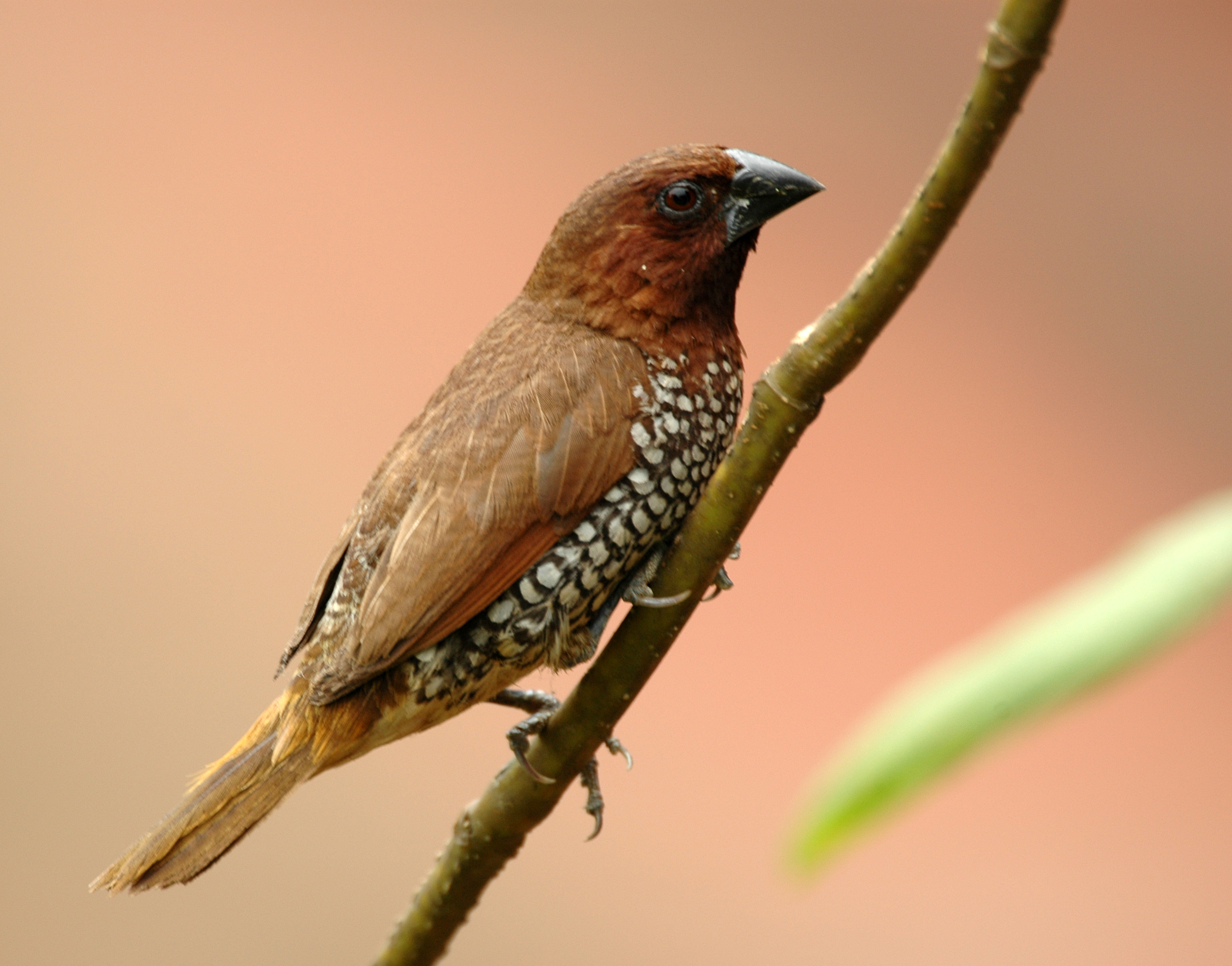
Lonchura punctulata
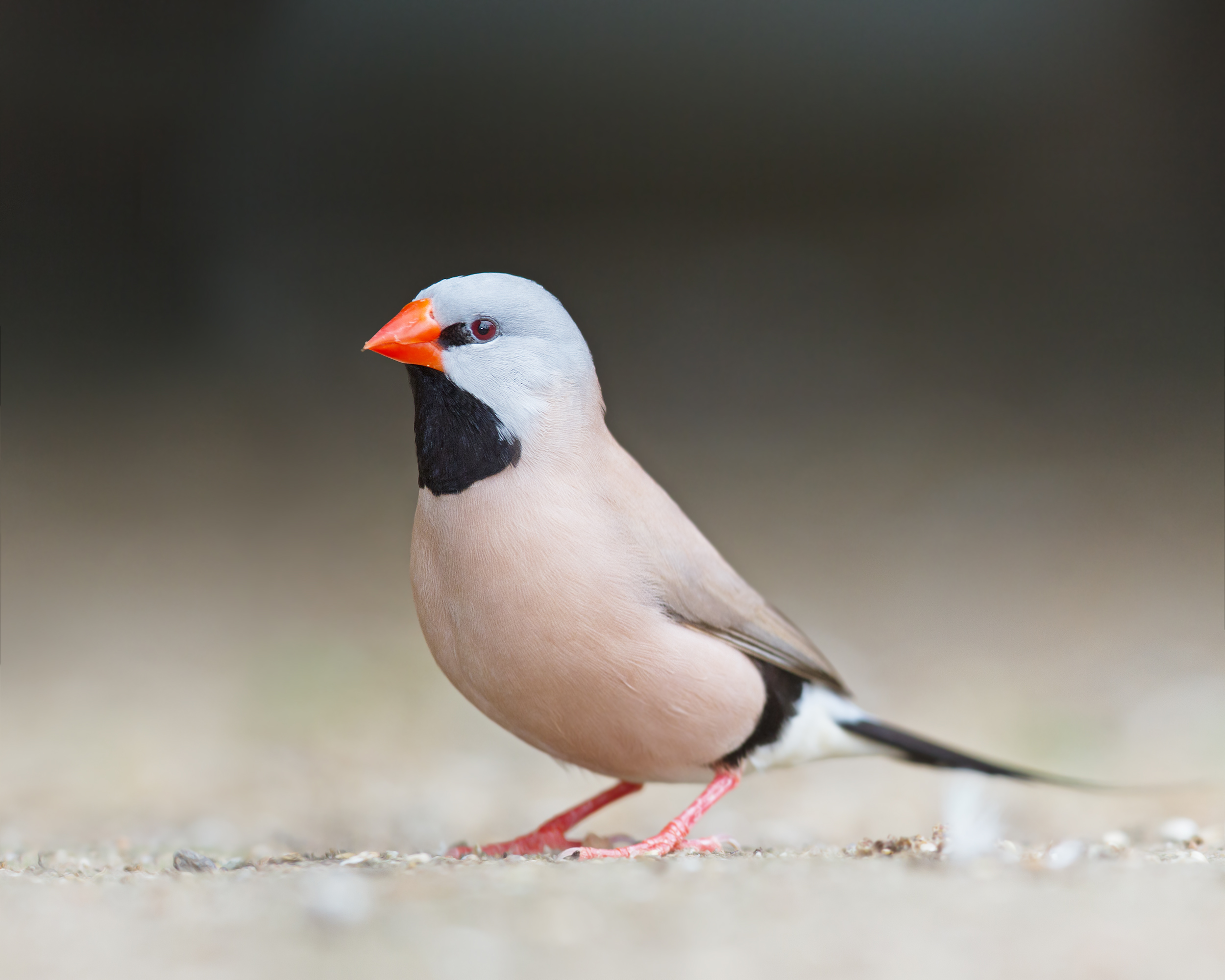
Poephila acuticauda
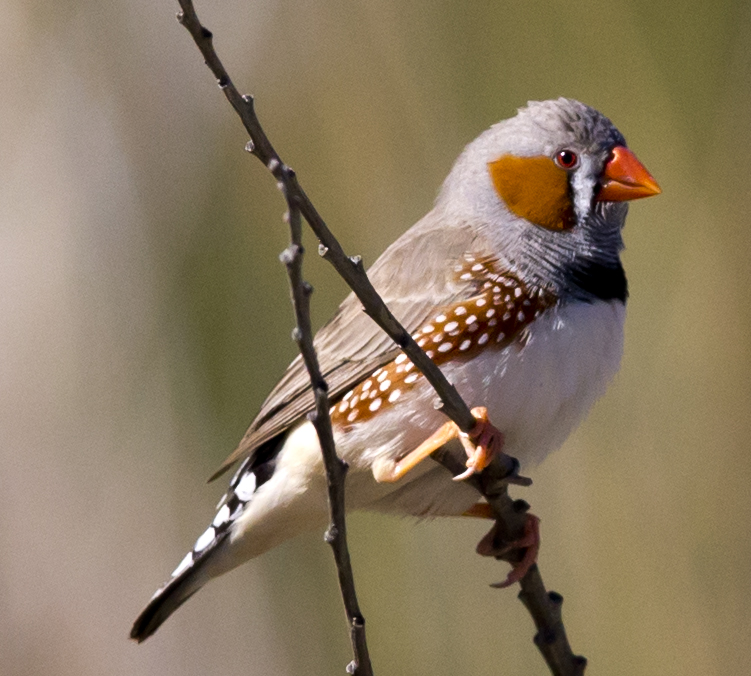
Taeniopygia guttata
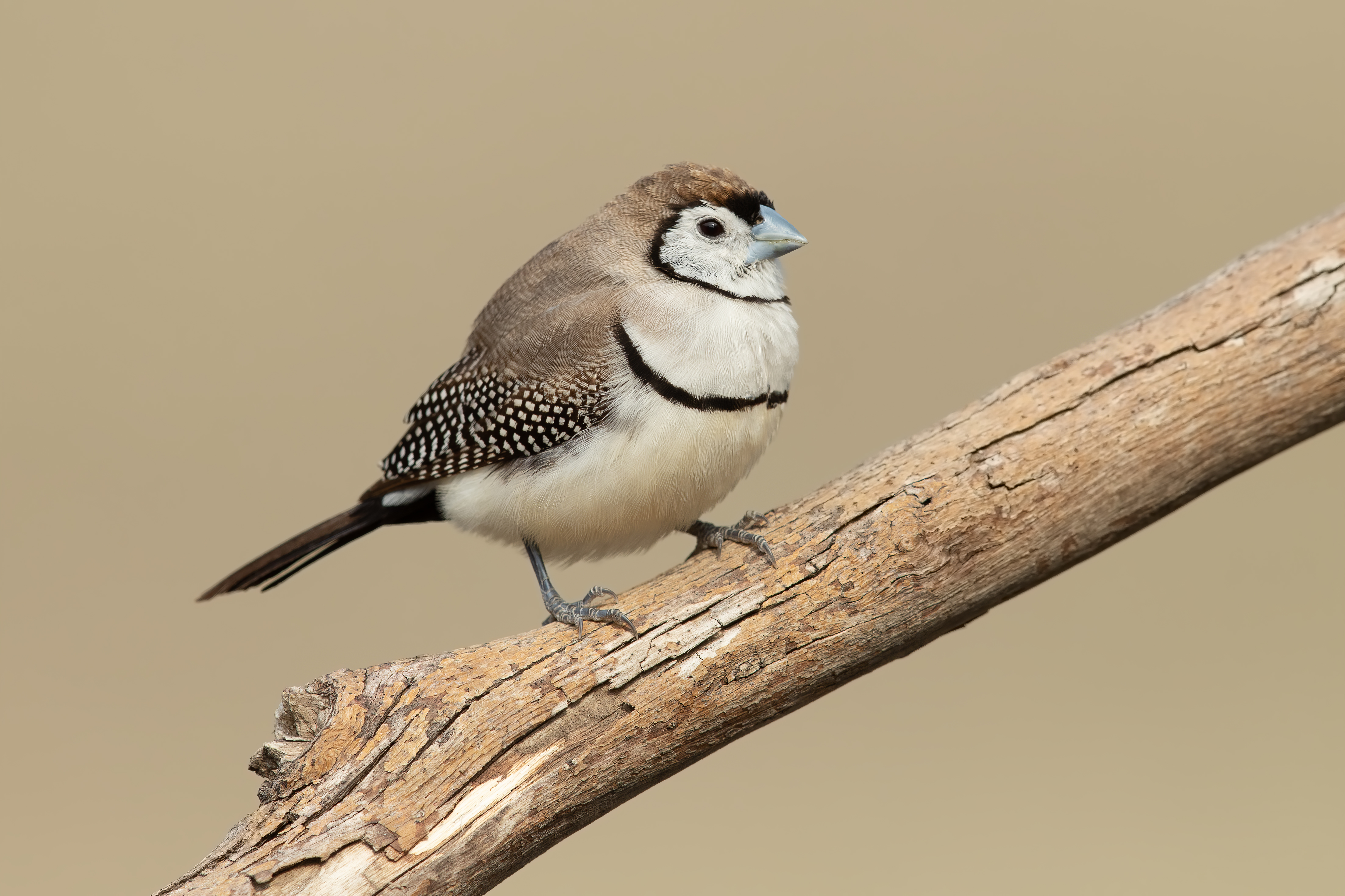
Cinteză inelată
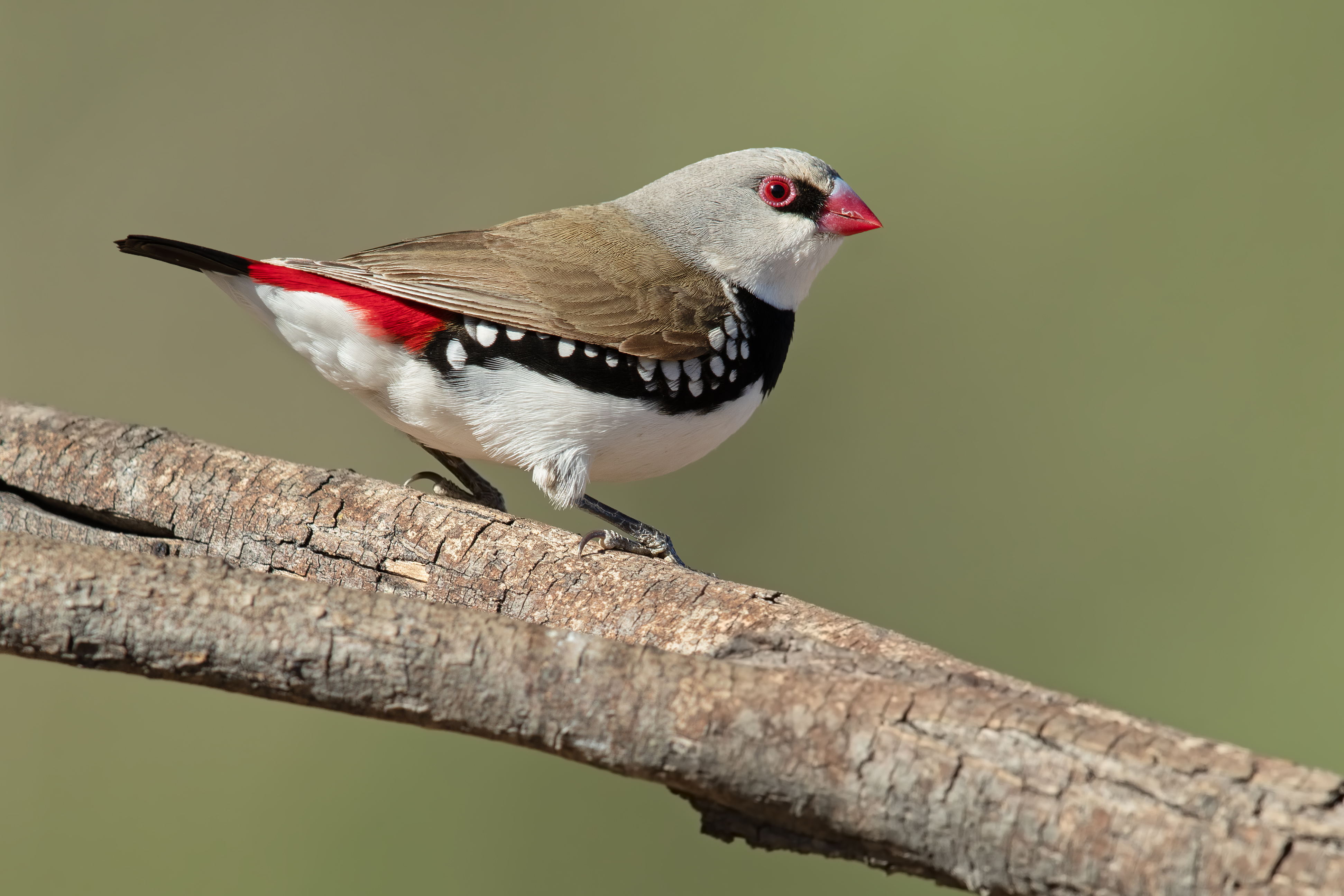
Stagonopleura guttata
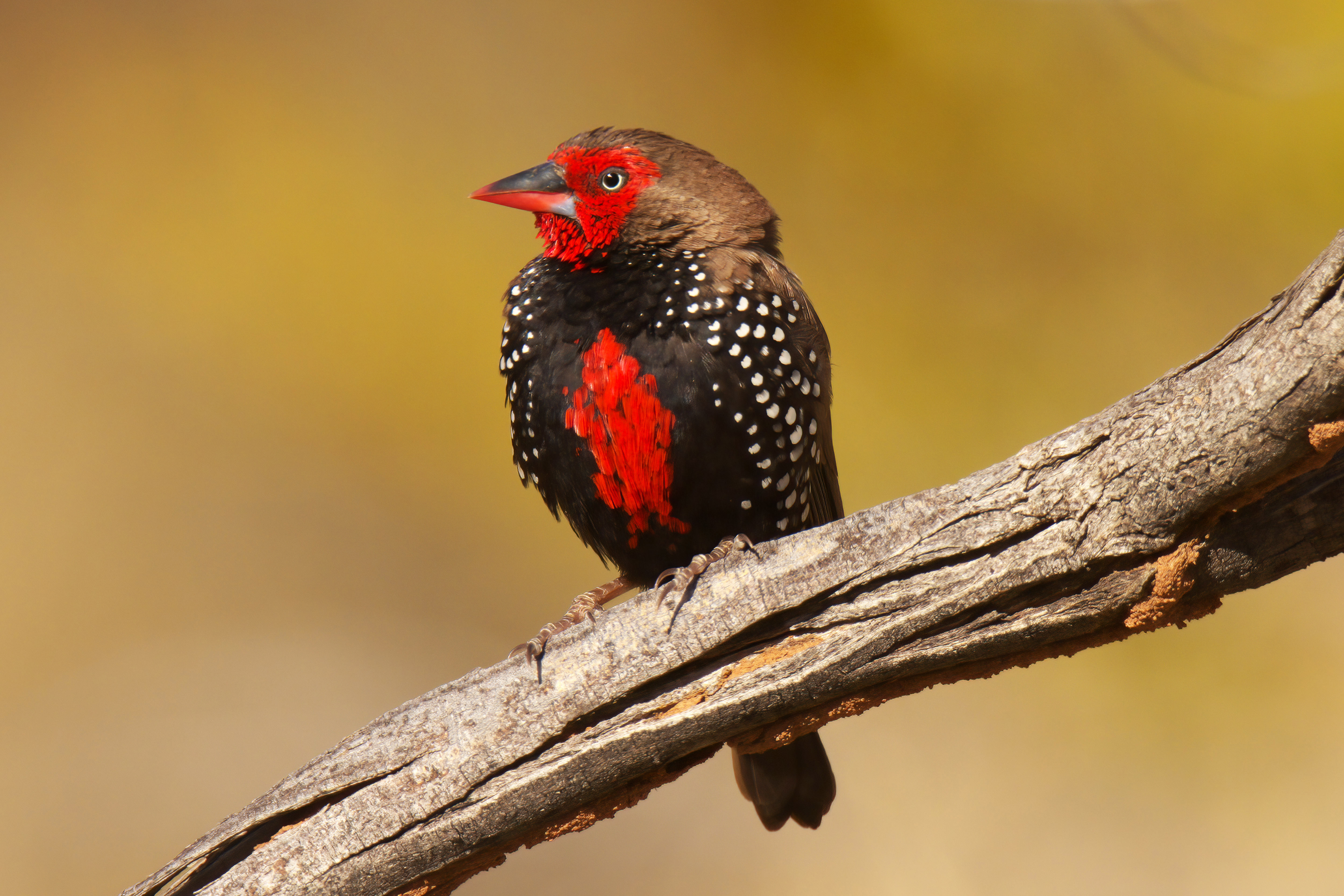
Emblema pictum
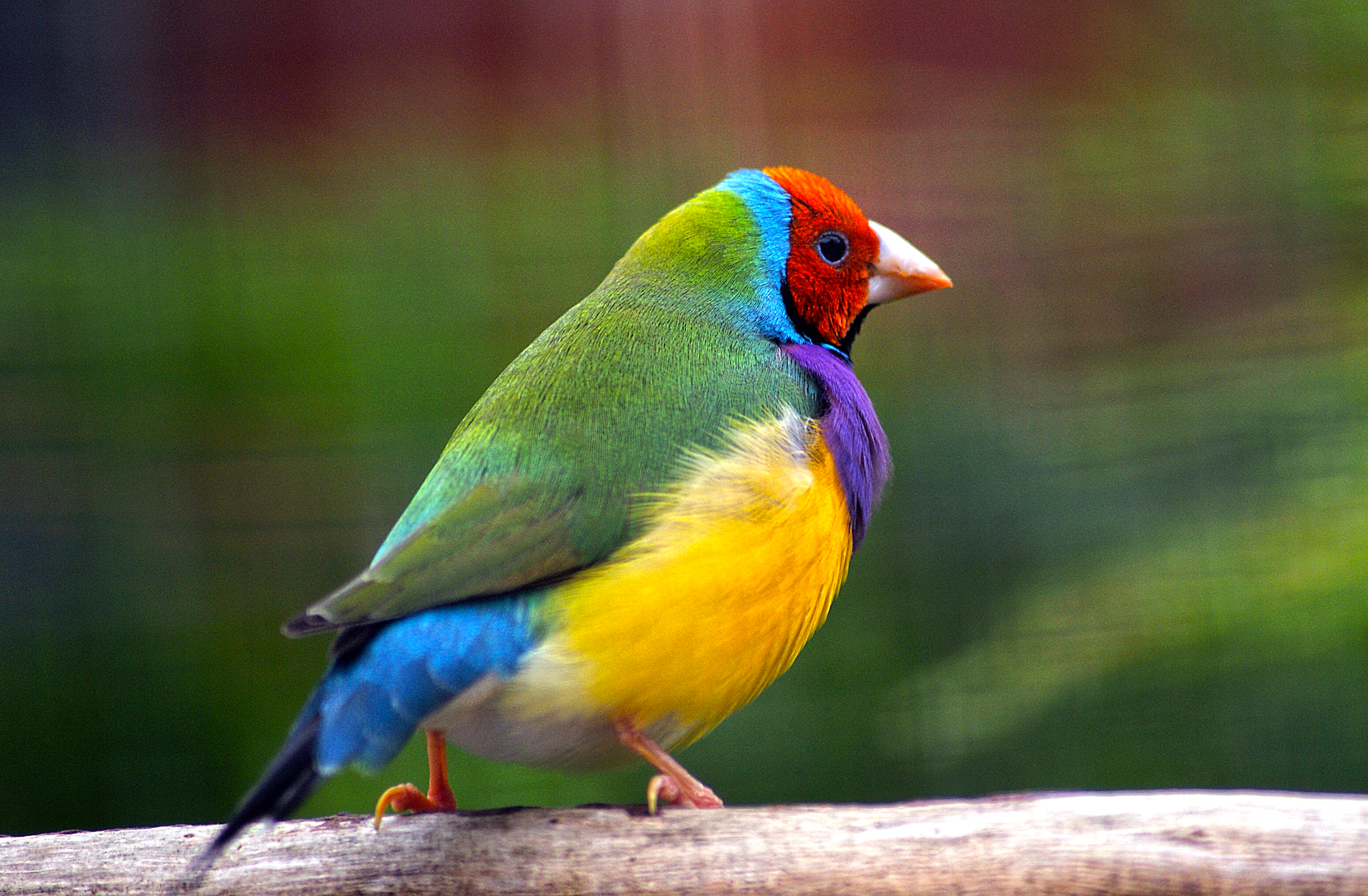
Cinteză curcubeu
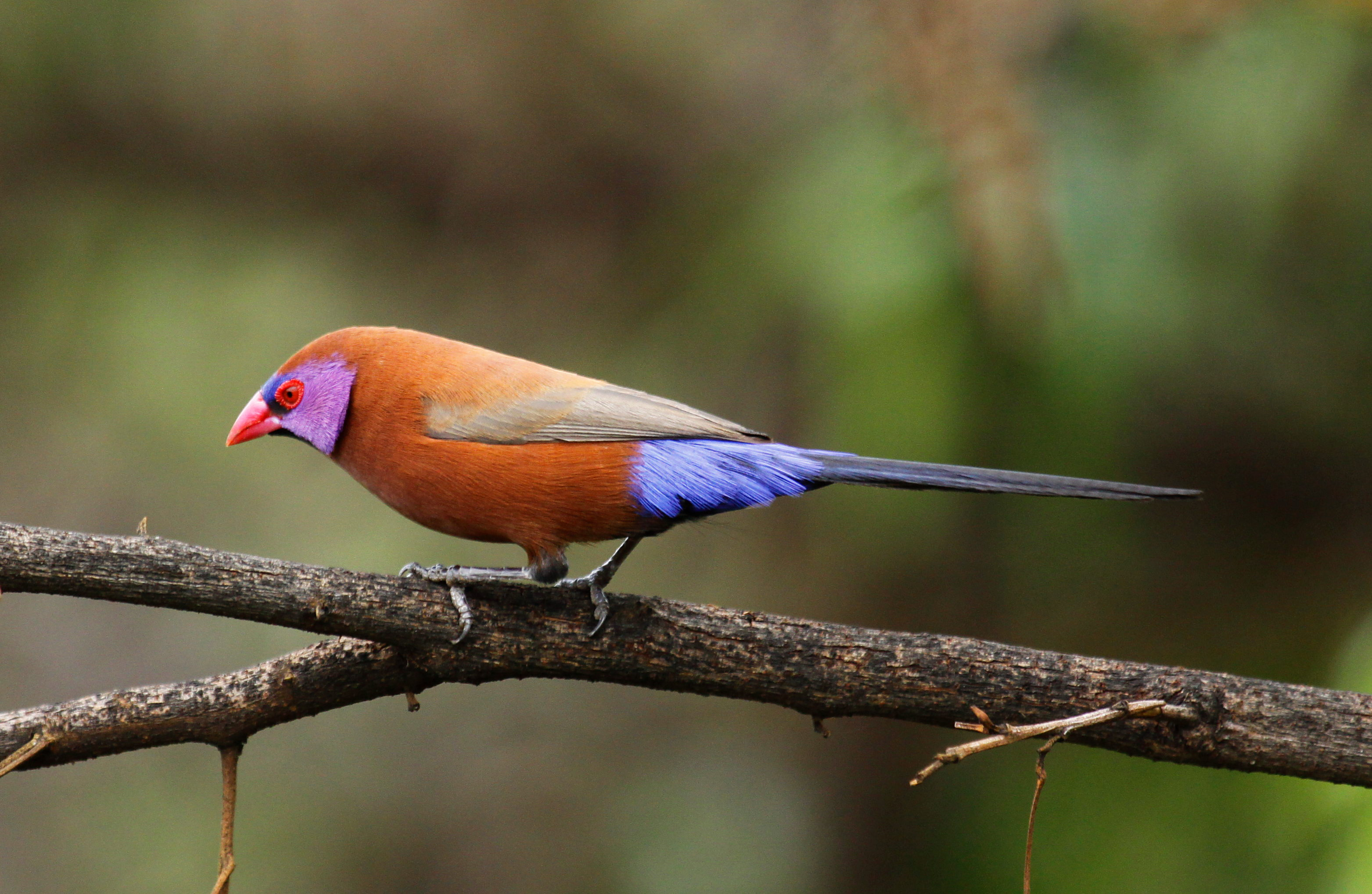
Uraeginthus granatinus
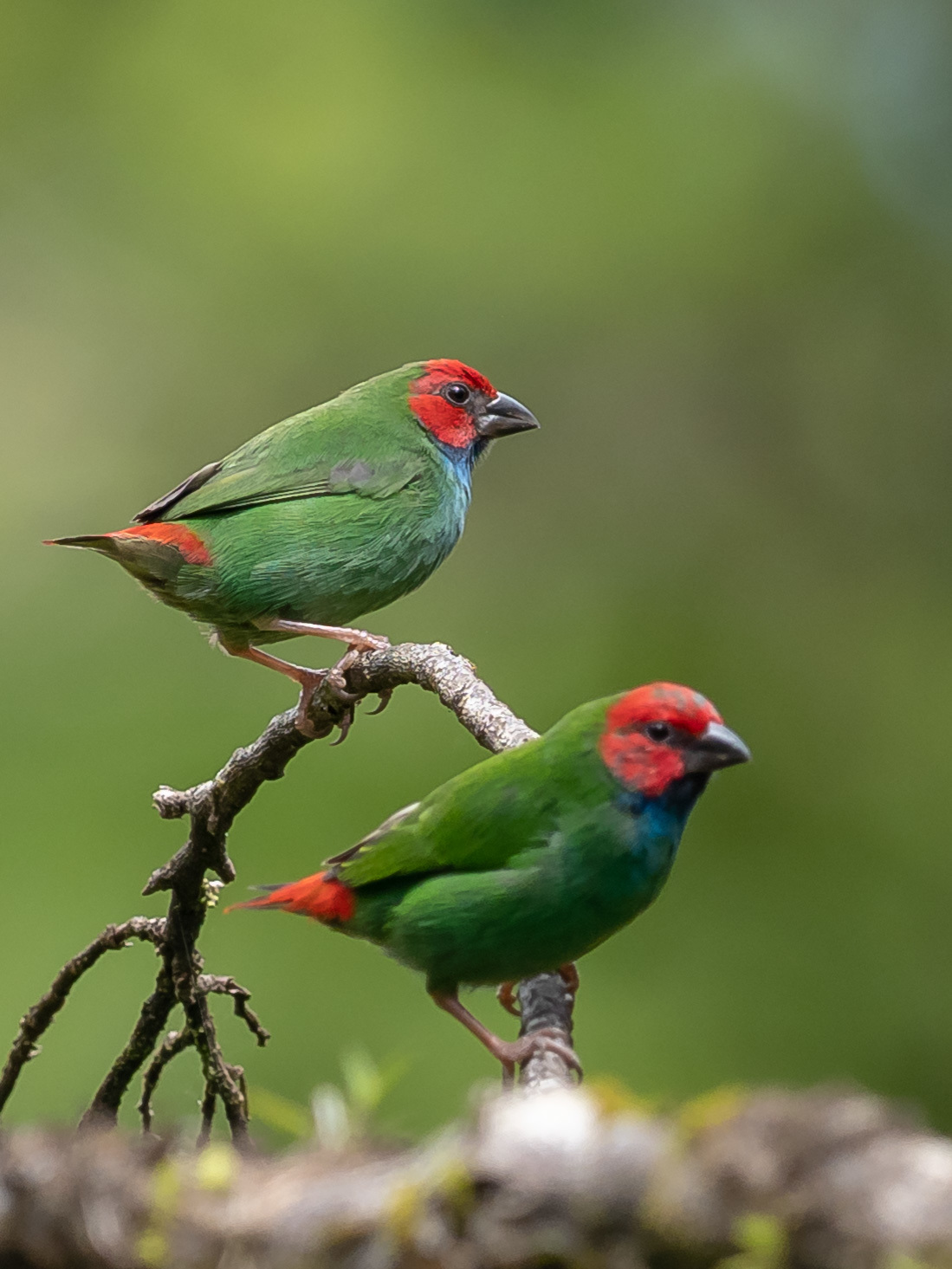
Erythrura pealii
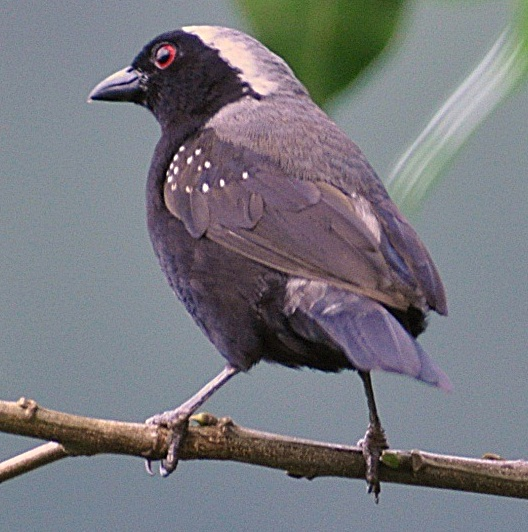
Nigrita canicapillus
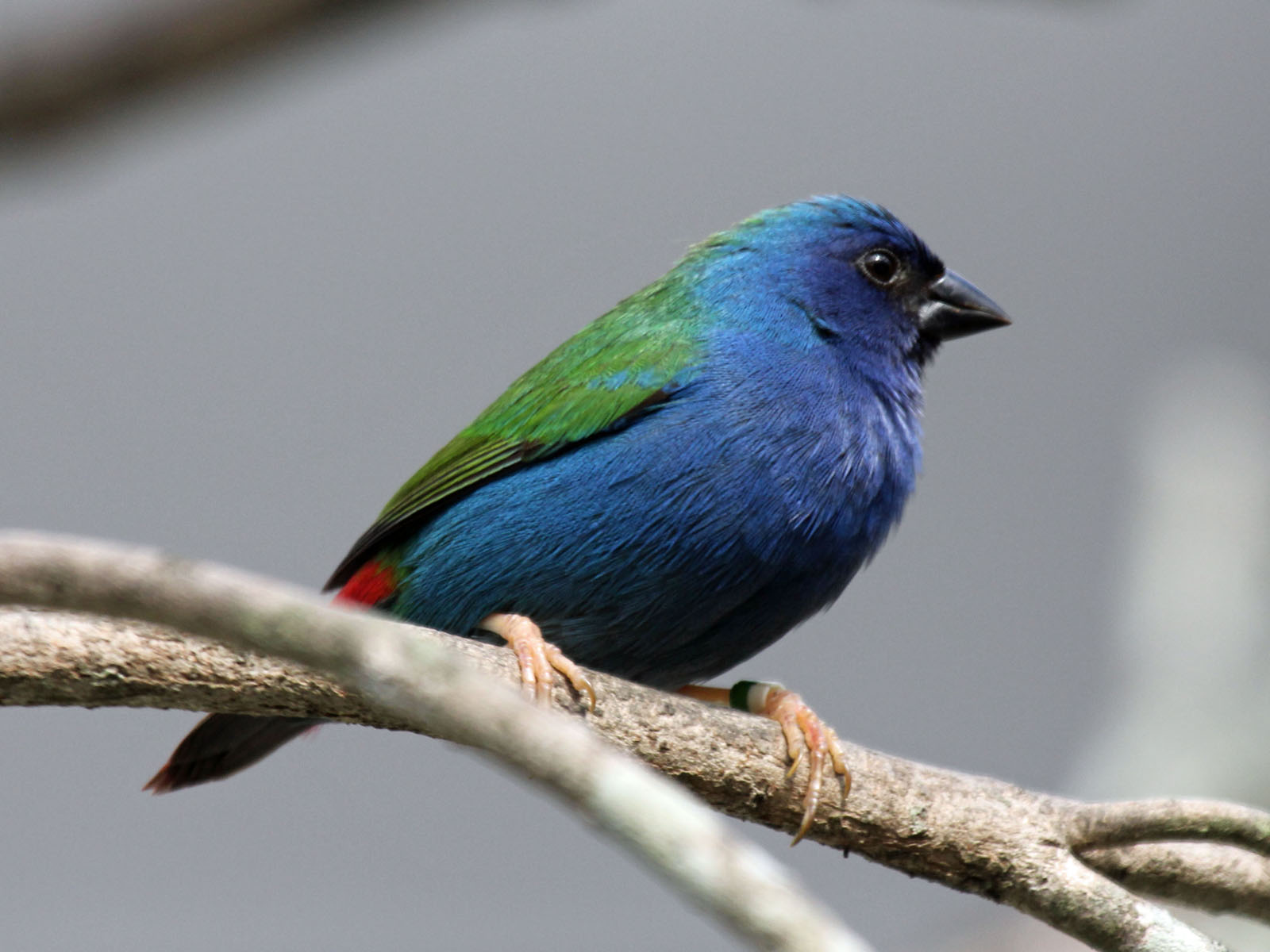
Erythrura tricolor